# Meeting d'athlétisme de Marseille
Le meeting de Marseille est une compétition française d'athlétisme créée en 2006. Épreuve de niveau national dans un premier temps, le meeting devient international à partir de 2015 en intégrant le calendrier des compétitions de l'Association européenne d'athlétisme ainsi que celui du Pro Athlé Tour, le circuit des meetings professionnels français.

## Données historiques
| #  | Année | Catégorie                     | Stade               |
| -- | ----- | ----------------------------- | ------------------- |
| 1  | 2006  | Meeting D2 nationale          | Stade René-Ancelin  |
| 2  | 2007  | Meeting D2 nationale          | Stade René-Ancelin  |
| 3  | 2008  | Meeting D2 nationale          | Stade René-Ancelin  |
| 4  | 2009  | Meeting D2 nationale          | Stade René-Ancelin  |
| 5  | 2010  | Meeting D2 nationale          | Stade René-Ancelin  |
| 6  | 2011  | Meeting D2 nationale          | Stade René-Ancelin  |
| 7  | 2012  | Meeting Élite (D1 nationale)  | Stade René-Ancelin  |
| 8  | 2013  | Meeting Élite (D1 nationale)  | Stade René-Ancelin  |
| 9  | 2014  | Meeting Élite (D1 nationale)  | Stade René-Ancelin  |
| 10 | 2015  | Meeting Pro Athlé Tour et AEA | Stade Pierre-Delort |
| 11 | 2017  | Meeting Pro Athlé Tour et AEA | Stade Pierre-Delort |
| 12 | 2018  | Meeting Pro Athlé Tour et AEA | Stade Pierre-Delort |

En 2016, le stade Pierre-Delort est utilisé comme terrain d'entraînement par les équipes jouant à Marseille dans le cadre du Championnat d'Europe de football 2016. Le meeting d'athlétisme n'a donc pas lieu.

## Épreuves au programme

### Hommes
| Épreuve           | 2006 | 2007 | 2008 | 2009 | 2010 | 2011 | 2012 | 2013 | 2014 | 2015 | 2017 | 2018 |
| ----------------- | ---- | ---- | ---- | ---- | ---- | ---- | ---- | ---- | ---- | ---- | ---- | ---- |
| 100 m             |      |      |      |      |      | •    | •    | •    | •    | •    | •    | •    |
| 110 m haies       |      |      |      |      |      | •    | •    |      | •    | •    | •    |      |
| 200 m             |      |      |      |      |      | •    | •    |      | •    |      |      |      |
| 400 m             |      |      |      |      |      | •    | •    |      | •    | •    | •    |      |
| 400 m haies       |      |      |      |      |      | •    | •    | •    | •    |      |      | •    |
| 800 m             |      |      |      |      |      |      |      |      | •    |      |      | •    |
| 1 000 m           |      |      |      |      |      |      |      | •    |      |      |      |      |
| 1 500 m           |      |      |      |      |      | •    | •    | •    | •    | •    | •    | •    |
| 3 000 m steeple   |      |      |      |      |      |      |      |      | •    |      | •    |      |
| 5 000 m           |      |      |      |      |      |      |      |      | •    |      |      |      |
| 5 000 m marche    |      |      |      |      |      |      |      |      |      | •    |      |      |
| Saut en longueur  |      |      |      |      |      | •    | •    | •    | •    | •    | •    |      |
| Triple saut       |      |      |      |      |      |      |      |      |      |      |      | •    |
| Saut en hauteur   |      |      |      |      |      |      |      |      |      |      |      |      |
| Saut à la perche  |      |      |      |      |      |      |      |      |      |      |      |      |
| Lancer du poids   |      |      |      |      |      |      |      | •    | •    |      |      |      |
| Lancer du marteau |      |      |      |      |      |      |      |      |      |      |      |      |
| Lancer du disque  |      |      |      |      |      | •    | •    | •    | •    |      |      | •    |

### Femmes
| Épreuve           | 2006 | 2007 | 2008 | 2009 | 2010 | 2011 | 2012 | 2013 | 2014 | 2015 | 2017 | 2018 |
| ----------------- | ---- | ---- | ---- | ---- | ---- | ---- | ---- | ---- | ---- | ---- | ---- | ---- |
| 100 m             |      |      |      |      |      | •    | •    | •    | •    | •    | •    | •    |
| 4 × 100 m         |      |      |      |      |      |      | •    |      |      |      |      |      |
| 100 m haies       |      |      |      |      |      | •    | •    | •    | •    | •    | •    | •    |
| 200 m             |      |      |      |      |      | •    |      |      | •    |      |      |      |
| 400 m             |      |      |      |      |      | •    | •    |      |      | •    | •    | •    |
| 400 m haies       |      |      |      |      |      |      |      | •    | •    | •    | •    |      |
| 800 m             |      |      |      |      |      |      |      |      |      |      |      | •    |
| 1 500 m           |      |      |      |      |      |      |      | •    | •    | •    | •    |      |
| 3 000 m           |      |      |      |      |      | •    |      | •    |      |      |      |      |
| 3 000 m steeple   |      |      |      |      |      |      |      | •    |      |      |      |      |
| 5 000 m           |      |      |      |      |      |      |      |      |      |      |      | •    |
| 5 000 m marche    |      |      |      |      |      |      |      |      |      |      |      |      |
| Saut en longueur  |      |      |      |      |      | •    | •    |      | •    |      |      | •    |
| Triple saut       |      |      |      |      |      |      |      |      |      | •    | •    |      |
| Saut en hauteur   |      |      |      |      |      |      |      | •    |      | •    |      |      |
| Saut à la perche  |      |      |      |      |      |      | •    |      |      |      |      |      |
| Lancer du poids   |      |      |      |      |      |      |      | •    |      |      |      |      |
| Lancer du marteau |      |      |      |      |      |      |      |      |      |      |      |      |
| Lancer du disque  |      |      |      |      |      |      |      |      | •    |      | •    |      |

## Éditions

### 2011
|                   | Homme                  | Homme         | Femme              | Femme         |
| Épreuve           | Athlète                | Résultat      | Athlète            | Résultat      |
| ----------------- | ---------------------- | ------------- | ------------------ | ------------- |
| 100 m             | Willie Perry           | 10 s 27       | Carima Louami      | 11 s 46       |
| 200 m             | Willie Perry           | 20 s 64       | Jennifer Galais    | 23 s 57       |
| 400 m             | Ahmed Almarjibi        | 46 s 51       | Ndèye Fatou Soumah | 51 s 80       |
| 1500 m            | Abdelkader Bakhtache   | 3 min 39 s 60 | -                  | -             |
| 3000 m            | -                      | -             | Genet Tibieso      | 9 min 00 s 87 |
| 110 / 100 m haies | Chris Thomas           | 14 s 11       | Sandra Gomis       | 13 s 58       |
| 400 m haies       | Adrien Clemenceau      | 50 s 13       | -                  | -             |
| Longueur          | Benoît Maxwell         | 7,80 m        | Haoua Kessely      | 6,55 m        |
| Disque            | Jean-François Aurokiom | 57,67 m       | -                  | -             |

### 2012
|                   | Homme                  | Homme         | Femme                | Femme    |
| Épreuve           | Athlète                | Résultat      | Athlète              | Résultat |
| ----------------- | ---------------------- | ------------- | -------------------- | -------- |
| 100 m             | Hannes Dreyer          | 10 s 43       | Carima Louami        | 11 s 72  |
| 200 m             | Ronald Pognon          | 21 s 00       | -                    | -        |
| 400 m             | Jonathan Borlée        | 45 s 30       | Tsholofello Thipe    | 51 s 79  |
| 1500 m            | Abiyote Abinet         | 3 min 36 s 72 | -                    | -        |
| 110 / 100 m haies | Lyes Mokddel           | 13 s 76       | Adrianna Lamalle     | 13 s 06  |
| 400 m haies       | Mamadou Kassé Hanne    | 49 s 41       | -                    | -        |
| Perche            | -                      | -             | Maria Leonor Tavares | 4,35 m   |
| Longueur          | Zarck Visser           | 7,95 m        | Abigail Irozuru      | 6,39 m   |
| Disque            | Jean-François Aurokiom | 60,40 m       | -                    | -        |
| 4 x 100 m         | -                      | -             | Pologne              | 43 s 78  |

### 2013
|                | Homme                  | Homme         | Femme                     | Femme          |
| Épreuve        | Athlète                | Résultat      | Athlète                   | Résultat       |
| -------------- | ---------------------- | ------------- | ------------------------- | -------------- |
| 100 m          | Emmanuel Biron         | 10 s 64       | Véronique Mang            | 11 s 63        |
| 1000 m         | Pierre-Ambroise Bosse  | 2 min 18 s 20 | -                         | -              |
| 1500 m         | Paul Robinson          | 3 min 41 s 98 | Laurane Picoche           | 4 min 15 s 72  |
| 3000 m         | -                      | -             | Fasika Mateferika         | 9 min 08 s 45  |
| 3000 m steeple | -                      | -             | Marie-Éliane Saholinirina | 10 min 27 s 04 |
| 100 m haies    | -                      | -             | Aisseta Diawara           | 13 s 51        |
| 400 m haies    | Hugo Grillas           | 51 s 14       | Phara Anacharsis          | 57 s 64        |
| Hauteur        | -                      | -             | Kaimila Stepaniuk         | 1,88 m         |
| Longueur       | Nicolas Gomont         | 8,00 m        | -                         | -              |
| Poids          | Tumatai Dauphin        | 19,64 m       | Jessica Cerival           | 16,88 m        |
| Disque         | Jean-François Aurokiom | 61,44 m       | -                         | -              |

### 2014
|                   | Homme             | Homme          | Femme            | Femme         |
| Épreuve           | Athlète           | Résultat       | Athlète          | Résultat      |
| ----------------- | ----------------- | -------------- | ---------------- | ------------- |
| 100 m             | Mosito Lehata     | 10 s 61        | Jennifer Galais  | 11 s 47       |
| 200 m             | Mosito Lehata     | 20 s 56        | Nais Faure       | 27 s 38       |
| 400 m             | Tadjidine Hamidou | 49 s 99        | -                | -             |
| 800 m             | Yassine Bensghir  | 1 min 47 s 31  | -                | -             |
| 1500 m            | Paul Omuya        | 3 min 59 s 91  | Tigist Gashaw    | 4 min 09 s 67 |
| 3000 m steeple    | Matthias Eymard   | 9 min 14 s 68  | -                | -             |
| 5000 m            | Hicham Bellani    | 13 min 36 s 73 | -                | -             |
| 110 / 100 m haies | Dayron Robles     | 13 s 46        | Mathilde Raibaut | 13 s 64       |
| 400 m haies       | Amadou Ndiaye     | 49 s 98        | Joanna Linkiewiz | 56 s 50       |
| Longueur          | Ndiss Kaba Badgi  | 7,65 m         | Abigail Irozuru  | 6,26 m        |
| Poids             | Tumatai Dauphin   | 18,26 m        | -                | -             |
| Disque            | Lolassonn Djouhan | 59,54 m        | Pauline Pousse   | 57,15 m       |

### 2015
|                   | Homme            | Homme          | Femme              | Femme         |
| Épreuve           | Athlète          | Résultat       | Athlète            | Résultat      |
| ----------------- | ---------------- | -------------- | ------------------ | ------------- |
| 100 m             | Asafa Powell     | 10 s 05        | Marie-Josée Ta Lou | 11 s 32       |
| 400 m             | David Verburg    | 44 s 83        | Floria Guei        | 51 s 27       |
| 1500 m            | Abdelati Iguider | 3 min 59 s 91  | Rababe Arafi       | 4 min 05 s 55 |
| 5000 m marche     | Yohann Diniz     | 18 min 55 s 56 | -                  | -             |
| 110 / 100 m haies | Wilhem Belocian  | 13 s 33        | Nina Morozova      | 12 s 90       |
| 400 m haies       | -                | -              | Georganne Moline   | 54 s 50       |
| Hauteur           | -                | -              | Barbara Szabo      | 1,92 m        |
| Triple saut       | -                | -              | Jenny Elbe         | 14,38 m       |
| Longueur          | Fabrice Lapierre | 8,21 m         | -                  | -             |

### 2017
|                   | Homme                  | Homme         | Femme                | Femme        |
| Épreuve           | Athlète                | Résultat      | Athlète              | Résultat     |
| ----------------- | ---------------------- | ------------- | -------------------- | ------------ |
| 100 m             | Jimmy Vicaut           | 10 s 02       | Blessing Okagbare    | 11 s 17      |
| 400 m             | Pieter Conradie        | 45 s 58       | Olha Zemlyak         | 51 s 74      |
| 1500 m            | Abdelati Iguider       | 3 min 35 s 19 | Nelly Jepkosgei      | 4 min 6 s 37 |
| 3000 m steeple    | Jairus Birech          | 8 min 10 s 11 | -                    | -            |
| 110 / 100 m haies | Hansle Parchment       | 13 s 49       | Pamela Dutkiewicz    | 12 s 84      |
| 400 m haies       | -                      | -             | Joanna Linkiewicz    | 56 s 46      |
| Disque            | -                      | -             | Mélina Robert-Michon | 61,70 m      |
| Triple saut       | -                      | -             | Kristin Gierisch     | 14,16 m      |
| Longueur          | Godfrey Khotso Mokoena | 8,07 m        | -                    | -            |

### 2018
|                   | Homme                | Homme         | Femme             | Femme          |
| Épreuve           | Athlète              | Résultat      | Athlète           | Résultat       |
| ----------------- | -------------------- | ------------- | ----------------- | -------------- |
| 100 m             | Jimmy Vicaut         | 9 s 92        | Kerron Stewart    | 11 s 25        |
| 400 m             | -                    | -             | Libania Grenot    | 51 s 51        |
| 800 m             | Mostafa Smaili       | 1 min 45 s 76 | Noélie Yarigo     | 2 min 1 s 68   |
| 1500 m            | Charlie Grice        | 3 min 36 s 48 | -                 | -              |
| 5000 m            | -                    | -             | Fantu Worku       | 15 min 30 s 39 |
| 110 / 100 m haies | -                    | -             | Eefje Boons       | 13 s 09        |
| 400 m haies       | Ludvy Vaillant       | 48 s 96       | -                 | -              |
| Disque            | Victor Hogan         | 65,20 m       | -                 | -              |
| Triple saut       | Jean-Marc Pontvianne | 16,95 m       | -                 | -              |
| Longueur          | -                    | -             | Caterine Ibargüen | 6,87 m (NR)    |

### 2019
|                   | Homme              | Homme         | Femme             | Femme        |
| Épreuve           | Athlète            | Résultat      | Athlète           | Résultat     |
| ----------------- | ------------------ | ------------- | ----------------- | ------------ |
| 100 m             | Jimmy Vicaut       | 10 s 20       | -                 | -            |
| 200 m             | -                  | -             | Ashleigh Nelson   | 23 s 03      |
| 400 m             | Tyrell Richard     | 45 s 65       | -                 | -            |
| 800 m             | Mostafa Smaili     | 1 min 45 s 77 | Nelly Jepkosgei   | 2 min 0 s 50 |
| 1500 m            | Charlie Grice      | 3 min 34 s 35 | Tigist Ketema     | 4 min 5 s 09 |
| 110 / 100 m haies | -                  | -             | Solène Ndama      | 12 s 79      |
| 400 m haies       | -                  | -             | Sydney McLaughlin | 53 s 72      |
| Hauteur           | Luis Castro Rivera | 2,26 m        | -                 | -            |
| Longueur          | -                  | -             | Kate Hall         | 6,78 m       |
| Javelot           | Cyprian Mrzyglod   | 81,57 m       | -                 | -            |

### 2020
|                   | Homme               | Homme         | Femme                       | Femme        |
| Épreuve           | Athlète             | Résultat      | Athlète                     | Résultat     |
| ----------------- | ------------------- | ------------- | --------------------------- | ------------ |
| 100 m             | Akani Simbine       | 10s 19        | Marie-Josée Ta Lou          | 11s 40       |
| 200 m             | Alexandre Ferrando  | 21s 36        | -                           | -            |
| 400 m             | -                   | -             | Sokhna Lacoste              | 52s 86       |
| 800 m             | Ferguson Rotich     | 1 min 44 s 34 | Laura Muir                  | 2 min 0 s 16 |
| 1500 m            | Soufiane el-Bakkali | 3 min 34s 51  | Jemma Reekie                | 4 min 2 s 20 |
| 110 / 100 m haies | Orlando Ortega      | 13s 15        | Cyréna Samba-Mayela         | 13s 00       |
| Disque            | Philip Milanov      | 63,51 m       | Mélina Robert-Michon        | 60,02 m      |
| Longueur          | -                   | -             | Nastassia Mironchyk-Ivanova | 6,66 m       |